# Berberis taliensis
Berberis taliensis är en berberisväxtart som beskrevs av Camillo Karl Schneider. Berberis taliensis ingår i släktet berberisar, och familjen berberisväxter. Inga underarter finns listade i Catalogue of Life.